# برينت جونز (لاعب كرة قدم أسترالية)
برينت جونز (بالإنجليزية: Brent Jones)‏ هو لاعب كرة قدم أسترالية أسترالي، ولد في 4 يناير 1946.

## وصلات خارجية
- برنت جونز على موقع AustralianFootball.com (الإنجليزية)
- برنت جونز على موقع AFLtables.com (الإنجليزية)